# Giovanni Antonio Emanueli
Giovanni Antonio Emanueli o Emanuelli (Brescia, 1816 – Milano, 1894) è stato uno scultore italiano.

## Biografia
Figlio d'arte: il padre Dionisio è intagliatore e scultore.
Artista precocissimo: a 14 anni è allievo dell'Accademia di Belle Arti di Milano, iscritto ai Corsi di Figura di Antonio Durelli; dal 1833 completa la sua formazione sotto la guida dello scultore Abbondio Sangiorgio grazie ad un sussidio del Comune di Brescia.
La produzione giovanile risente dei modelli classicheggianti del suo maestro (come ad esempio la tomba Rovetta, del 1833, al Cimitero Vantiniano).
Esegue le statue della Fede, Speranza, Carità e i santi Pietro e Paolo (1838-1840) sulla facciata della parrocchiale di Calcinato progettata da Rodolfo Vantini.  
Anche per la parrocchiale di Palazzolo sull'Oglio esegue nel 1846 le statue della facciata: l'Assunta con i santi Fedele e Maria Maddalena,i profeti Isaia e Geremia con Giovanni Evangelista e Paolo e il bassorilievo Disputa di Gesù tra i dottori. 
Nel 1842 si stabilisce a Milano pur continuando ad inviare i suoi lavori nella città natale, con un repertorio di soggetti religiosi e funerari, ritratti, composizioni di genere. Per il Duomo Nuovo di Brescia esegue la statua della Speranza (1853) all'altare del Santissimo e la Tomba del Vescovo Ferrari (1855).
Esegue le statue di San Mirocleto (1863) e Angelo Custode (1857) per l'esterno del Duomo di Milano e San Barnaba (1869) nell'interno. Crocefisso con angeli all'altar maggiore della Chiesa di San Carlo al Corso. 
Al Cimitero Monumentale della stessa città è presente la sua edicola Dalla Costa.
Nel 1880 partecipa alla IV Esposizione nazionale di Belle Arti in Torino.
Nelle opere della maturità si assiste all'accostamento alle istanze naturaliste, sulla suggestione dell'opera di Alessandro Puttinati, Giovanni Strazza, Antonio Tantardini. Suo anche un busto del maresciallo Radetzky al museo Belvedere di Vienna e la statua del Salvatore ad Almenno San Salvatore (Bg).